# Saint-Maurice-Lalley
Pour les articles homonymes, voir Saint-Maurice.
Saint-Maurice-Lalley est une ancienne commune de l'Isère.
Elle a été supprimée en 1814 au profit de deux nouvelles communes créées sur son territoire : Lalley et Saint-Maurice-en-Trièves.